# Kuttor Attila
Kuttor Attila (Miskolc, 1970. május 29. –) labdarúgó, hátvéd, edző. A második legtöbb magyar élvonalbeli mérkőzésen pályára lépett játékos (560 találkozó), miután 2010. október 3-án Végh Zoltán a Debrecen-Vasas meccsen 561. találkozóján lépett pályára a magyar élvonalban, ezzel megelőzve őt a vonatkozó rangsorban.

## Pályafutása

### Klubcsapatban
A DVTK nevelése. 1987 novemberében mutatkozott be a felnőtt csapatban az NB II-ben. 1989-ben igazolt a Videotonhoz, a székesfehérvári klub színeiben pedig bemutatkozott a magyar élvonalban. 1993-ig játszott itt, 96 bajnokin nyolcszor volt eredményes. Ezt követően a Győri ETO játékosa lett, majd 1995-ben az MTK-hoz szerződött. Háromszor nyerte meg a fővárosi csapattal a Magyar Kupát, az 1996-97-es szezon végén pedig bajnoki címet ünnepelhetett. 1998-ban és 1999-ben rövid kitérőt tett a Diósgyőr és a Videoton csapatainál, de ezt leszámítva 2003-ig az MTK játékosa volt. A Debreceni VSC és a BFC Siófok játékosaként eltöltött időszakot követően a 2005-06-os idény végén kupagyőztes lett a Fehérvárral is. 2008 nyarán igazolt a Haladáshoz, és itt fejezte be pályafutását 2010-ben. Összesen 560 mérkőzésen lépett pályára a magyar élvonalban.

### A válogatottban
A magyar válogatottban 1993-ban mutatkozott be és összesen tizenkilenc alkalommal viselte a címeres mezt.

### Edzőként
2015-ben ő lett a Haladás ideiglenesen megbízott vezetőedzője. 2017 októberében a Mezőkövesdi SE vezetőedzője lett.
A Magyar labdarúgókupa 2019–2020-as idényében a Mezőkövesd Zsóry csapatával ezüstérmet szerzett. Ugyanebben a szezonban negyedik helyen zárt a csapattal a bajnokságban és az nb1.hu internetes oldal szavazásán az év legjobb edzőjének választották Magyarországon. A következő szezont rosszul kezdte a Mezőkövesd, a 10. fordulót követően az utolsó helyen állt a bajnoki tabellán, így Kuttor szerződését közös megegyezéssel felbontották. Összesen 116 tétmérkőzésen irányította a csapatot, 46 győzelmet, 29 döntetlent és 41 vereséget ért el ez idő alatt. 2021. június 1-jén a másodosztályú Vasas vezetőedzője lett. A csapattal a szezon végén feljutott az élvonalba, de 2022. szeptember 6-án szerződést bontottak vele. 2022. szeptember 14-én megerősítették, hogy visszatért Mezőkövesdre. 
2025. június 5-én bejelentették, hogy a labdarúgó NB I-be feljutó Kazincbarcikai SC vezetőedzőjévé nevezték ki.

## Sikerei, díjai
MTK Hungária FC
- Magyar bajnok : 1

1996–97
- Magyar Kupa győztes: 3

1996–97, 1997–98, 1999–00
 FC Fehérvár
- Magyar Kupa győztes: 1

2005–06
 Szombathelyi Haladás
- Magyar NBI 3. hely: 1

2008–09
Egyéni elismerés
- Az év legjobb magyar edzője az nb1.hu Magyar Aranylabda-szavazásán (2019)[13]

## Statisztika

### Mérkőzései a válogatottban
| Magyarország | Magyarország        | Magyarország                  | Magyarország  | Magyarország | Magyarország     | Magyarország | Magyarország | Magyarország |
| #            | Dátum               | Helyszín                      | Hazai         | Eredmény     | Vendég           | Kiírás       | Gólok        | Esemény      |
| ------------ | ------------------- | ----------------------------- | ------------- | ------------ | ---------------- | ------------ | ------------ | ------------ |
| 1.           | 1993. szeptember 8. | Budapest, Üllői úti Stadion   | Magyarország  | 1 – 3        | Oroszország      | vb-selejtező | -            |              |
| 2.           | 1993. október 27.   | Budapest, Üllői úti Stadion   | Magyarország  | 1 – 0        | Luxemburg        | vb-selejtező | -            |              |
| 3.           | 1994. május 4.      | Krakkó                        | Lengyelország | 3 – 2        | Magyarország     | barátságos   | -            | 70'          |
| 4.           | 1994. május 18.     | Győr, Rába ETO Stadion        | Magyarország  | 2 – 2        | Horvátország     | barátságos   | -            | 69'          |
| 5.           | 1994. június 8.     | Brüsszel, Heysel Stadion      | Belgium       | 3 – 1        | Magyarország     | barátságos   | -            |              |
| 6.           | 1996. november 10.  | Bakı                          | Azerbajdzsán  | 0 – 3        | Magyarország     | vb-selejtező | -            |              |
| 7.           | 1997. március 19.   | Valletta                      | Málta         | 1 – 4        | Magyarország     | barátságos   | -            | 46'          |
| 8.           | 1997. április 2.    | Budapest, Népstadion          | Magyarország  | 1 – 3        | Ausztrália       | barátságos   | -            |              |
| 9.           | 1997. április 30.   | Zürich                        | Svájc         | 1 – 0        | Magyarország     | vb-selejtező | -            |              |
| 10.          | 1997. június 8.     | Budapest, Népstadion          | Magyarország  | 1 – 1        | Norvégia         | vb-selejtező | -            |              |
| 11.          | 1997. augusztus 20. | Budapest, Népstadion          | Magyarország  | 1 – 1        | Svájc            | vb-selejtező | -            |              |
| 12.          | 1997. november 15.  | Belgrád                       | Jugoszlávia   | 5 – 0        | Magyarország     | vb-selejtező | -            |              |
| 13.          | 2001. október 6.    | Parma                         | Olaszország   | 1 – 0        | Magyarország     | vb-selejtező | -            |              |
| 14.          | 2001. november 14.  | Budapest, Megyeri úti Stadion | Magyarország  | 5 – 0        | Macedónia        | barátságos   | -            |              |
| 15.          | 2002. február 12.   | Lárnaka (CYP)                 | Magyarország  | 0 – 2        | Csehország       | barátságos   | -            |              |
| 16.          | 2002. március 27.   | Chișinău                      | Moldova       | 0 – 2        | Magyarország     | barátságos   | -            |              |
| 17.          | 2002. április 17.   | Debrecen                      | Magyarország  | 2 – 5        | Fehéroroszország | barátságos   | -            |              |
| 18.          | 2002. május 8.      | Pécs                          | Magyarország  | 0 – 2        | Horvátország     | barátságos   | -            | 91'          |
| 19.          | 2004. április 25.   | Zalaegerszeg, ZTE Aréna       | Magyarország  | 3 – 2        | Japán            | barátságos   | 1            | 53' 89'      |
|              | Összesen            |                               |               | 19           | mérkőzés         |              | 1            | gól          |